# ビッグ・プルマン (シカゴ・サーフェス・ライン)
ビッグ・プルマン（英語: Big Pullmans）は、かつてアメリカ合衆国イリノイ州シカゴに存在した路面電車のシカゴ・サーフェス・ラインを運営していた企業のうち、シカゴ鉄道（Chicago Railways）が所有していた電車の愛称である。

## 概要・運行
1914年のシカゴ・サーフェス・ライン発足以前にシカゴ鉄道が導入した電車。プルマン・カー・カンパニーによって製造された大型車である事が「ビッグ・プルマン」という愛称の由来となった。半鋼製の車体を持つボギー車で大型の乗降扉が両側面の前後2箇所に設置され、前方の扉から乗車して車掌に運賃を支払い、後方の扉から降車する「前乗り・後降り（PAYE）」の流れが用いられた。大半の車両は二重屋根構造で、連結器がなく単行運転を実施していたが、後年に丸屋根に改造された車両（204）が存在した他、110両（501 - 610）は連結器が存在し、1936年まで付随車を牽引する運用が組まれていた。これら以外にも一部車両は主電動機や保安装置などに差異が存在した。
1908年から1909年までに600両もの大量生産が実施され、同年代に使用されていた車両よりも高い収容力を活かし、利用率が高い系統を中心にシカゴ市内各地の路面電車路線で使用された。1922年から後継車の導入による廃車が始まったものの、1941年の時点でも553両が在籍していたが、その後はPCCカーの導入に加え路面電車網の縮小に伴い廃車が急速に進行した。その中で1908年製の225については100形を含めた旧型電車最後の車両として在籍し、路面電車が公営化（シカゴ交通局）した後もシカゴ・サーフェス・ライン時代の赤色とクリーム色の塗装を維持し続けたまま、1954年5月30日をもって引退した。
1957年以降、この225はシーショアー鉄道博物館で動態保存が行われている他、イリノイ鉄道博物館でも2両（144、460）が保存されている。

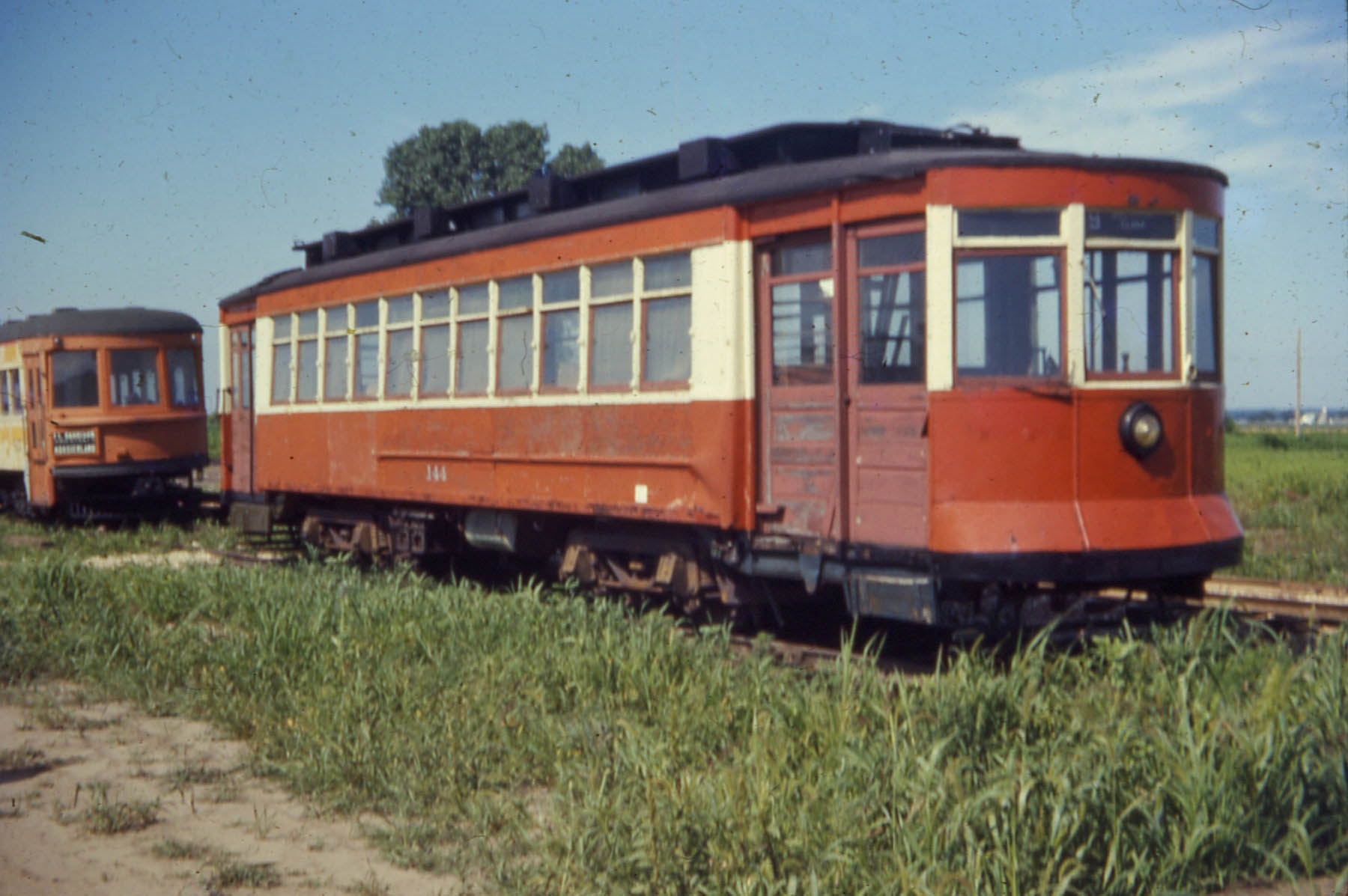
イリノイ鉄道博物館の144号（1967年撮影）

## 参考資料
- John J. Brown; Charles A. Brown; James E. Coleman; Robert E. Johnson (1941-7). Complete Roster of Equipment of the CHICAGO SURFACE LINES. Bulletin. 27. Central Electric Railfans' Assosiation 2020年8月9日閲覧。.
- Chicago Transit Authority (2017). cta 2017 Historic Calender 2020年8月9日閲覧。